# غوردون هالر
غوردون هالر (بالإنجليزية: Gordon Haller)‏ هو تريثلت أمريكي، ولد في 1950 في أوريغون في الولايات المتحدة.